# Półbatalion Inżynierów (Królestwo Kongresowe)
Półbatalion Inżynierów – pododdział saperów Wojska Polskiego Królestwa Kongresowego.

## Historia półbatalionu
Jednostka stacjonowała w Warszawie. W 1819 roku przeformowana w Batalion Saperów Królestwa Kongresowego.
Noszono mundur ciemnozielony, kołnierz, wyłogi i łapki czarne, wypustki pąsowe. Naramienniki były czarne, guziki żółte z armaturą.

## Struktura organizacyjna i obsada personalna
dowództwo
- dowódca batalionu – kpt. I klasy Józef Buławecki (od 29 X 1816[1])
- adiutant -  por. Hilary Zakrzewski (od 29 X 1816)

Kompania minerów
- dowódca – kpt. Jan Fiedorowicz
- porucznik Ludwik Jatoft
- podporucznik Kazimierz Oleksiński
- lekarz batalionowy - Fryderyk Gulicz

Kompania pontonierów
- dowódca – kpt. Feliks Przedpełski (od 29 X 1816)
- porucznik Ignacy Abramowicz (od 29 X 1816)
- podporucznik Szymon Sołkiewicz
- lekarz batalionowy - Ludwik Kombert

Kompania saperów
- dowódca – kpt. Józef Dobrzyński
- porucznik Stanisław Sleszyński
- podporucznik Andrzej Gawroński
- lekarz batalionowy - Jan Dobrowolski